# Pilea mutisiana
Pilea mutisiana är en nässelväxtart som först beskrevs av Spreng., och fick sitt nu gällande namn av Hugh Algernon Weddell. Pilea mutisiana ingår i släktet pileor, och familjen nässelväxter. Inga underarter finns listade i Catalogue of Life.